# 白山浦 (新潟市)
白山浦（はくさんうら）は、新潟県新潟市中央区の町字。現行行政地名は白山浦一丁目及び白山浦二丁目。住居表示未実施区域。郵便番号は951-8131。

## 概要
1896年（明治29年）から現在までの町名で、1丁目から2丁目がある。1887年（明治20年）に新潟区に編入された西鳥屋野島を前身とする地域で、町名の由来は、鎮守である白山神社裏の湿地であることにちなむ。
東日本旅客鉄道越後線の北側、白山公園の北西側一帯を指し、新潟県立新潟商業高等学校などの学校がこの地区に立地している。また、南側には新潟県道164号白山停車場女池線、新潟市道中央2-156号線。通称はくさん通り、旧電車通りが東西を横切る形で通っている。

### 隣接している町字
北から東回り順に、以下の町字と隣接する。
- 学校町通
- 一番堀通町
- 川岸町
- 関屋新町通
- 関屋田町
- 関屋下川原町

## 世帯数と人口
2022年（令和4年）12月31日現在の世帯数と人口は以下の通りである。
| 丁目         | 世帯数    | 人口    |
| ------------ | --------- | ------- |
| 白山浦一丁目 | 632世帯   | 1,106人 |
| 白山浦二丁目 | 647世帯   | 1,133人 |
| 計           | 1,279世帯 | 2,239人 |

## 歴史

### 年表
- 1887年（明治20年） : 新潟区に編入される。
- 1889年（明治22年）4月1日 : 新潟区の市制施行により新潟市の町丁となる。
- 2007年（平成19年）4月1日 : 新潟市の政令指定都市移行により、中央区の町丁となる。

## 小・中学校の学区
市立小・中学校に通う場合、学区は以下の通りとなる。
| 丁目         | 番地 | 小学校             | 中学校             |
| ------------ | ---- | ------------------ | ------------------ |
| 白山浦一丁目 | 全域 | 新潟市立鏡淵小学校 | 新潟市立白新中学校 |
| 白山浦二丁目 | 全域 | 新潟市立鏡淵小学校 | 新潟市立白新中学校 |

## 地域

### 1丁目
一番町通りの北西、川岸町1丁目の北に位置する。
主な企業・施設
- 新潟市立鏡淵小学校
- 読売新聞新潟支局
- ピーア軒

### 2丁目
東日本旅客鉄道越後線の北側、白山駅北口付近に位置する。
主な企業・施設
- 新潟県立新潟商業高等学校
- 新潟中央警察署 白山駅前交番
- ファミリードラッグ 白山駅前店
- セブンイレブン 新潟白山駅前店
- セーブオン 白山浦二丁目店
- 新潟県保健衛生センター 本館

かつて存在した企業・施設
- 新潟県立船江高等学校

- 新潟市役所白山浦庁舎

## 交通

### 鉄道
東日本旅客鉄道在来線
- 白山駅
  - ■越後線

### 道路
国道
- 国道116号

県道
- 新潟県道164号白山停車場女池線

### バス
新潟交通路線バス
- BRT 萬代橋ライン
  - 白山浦停留所 - 白山駅前停留所 - 高校通停留所